# Léon Couturier
Pour les articles homonymes, voir Couturier.
Léon Antoine Lucien Couturier né le 29 décembre 1842 à Mâcon et mort le 21 décembre 1935 à Neuilly-sur-Seine est un peintre français.
Rattaché au mouvement du naturalisme, il spécialisé dans les sujets maritimes et militaires.

## Biographie
Fils de Louis Marie Couturier, négociant, et Jeanne Marie Fontanelle, Léon Couturier est admis à l'École des beaux-arts de Lyon en 1860, puis il se rend à Paris en 1864 où il est élève de l'atelier d'Alexandre Cabanel. Il participe à la défense de la capitale lors du siège de Paris par les Prussiens en 1870. Cette expérience traumatique de la guerre et de la défaite est la source d'inspiration d'une première série de tableaux consacrés au conflit, puis à la représentation des soldats et de la vie militaire. Un séjour en Afrique du Nord semble être à l'origine d'un certain nombre d'œuvres dédiées aux troupes coloniales.
À partir des années 1880, il consacre son pinceau à la représentation des navires militaires et des marins de l'État. Ces productions lui valent des marques de reconnaissance officielle. Nommé peintre de la Marine en 1890 et décoré de la Légion d'honneur le 31 décembre 1897, il bénéficie de commandes publiques de tableaux. Il croque les soldats français lors de la Première Guerre mondiale. À la fin de sa vie, sa peinture délaisse les navires de guerre pour la pêche et les pêcheurs.
Il expose avec régularité au Salon des artistes français de la Société nationale des beaux-arts et y obtient une médaille de 3e classe en 1881. Il reçoit aussi une médaille de bronze à l'Exposition universelle de Paris de 1889 ainsi qu'à l'Exposition universelle de 1900.
Il a travaillé comme illustrateur de livres. Il signe les dessins de trois recueils du poète de la mer Yann Nibor : Chansons et récits de mer (1893, préface de Pierre Loti), Nos matelots (1895) et La Chanson des cols bleus, chants populaires de la flotte française (1901). Il illustre La Marine Française de l'historien militaire Maurice Loir (1893) et La Guerre Fatale France-Angleterre du capitaine Danrit (Flammarion, 1900, 2 vol.).
Également dessinateur et graveur, il popularise ses œuvres sous forme de lithographies et d'images livrées à la presse illustrée. Il conçoit l'affiche de la Société française de secours aux blessés militaires ainsi que les illustrations des menus des dîners officiels organisés par le président de la République Félix Faure à l'intention du couple impérial lors du voyage du tsar Nicolas II en France en 1896.
Nombre de ses toiles consacrées à la guerre de 1870 (La Corvée de bois, Le Récit) ne semblent connues que par des reproductions[réf. nécessaire].

## Œuvres dans les collections publiques
- Cahors, musée de Cahors Henri-Martin : Le Dimanche à bord de l'escadre d'Évolution, 1887, huile sur toile.
- Chalon-sur-Saône, musée Nicéphore-Niépce : L'Alerte sous Paris, reproduction photographique.
- Cognac, musée d'Art et d'Histoire : Un Turco, 1888, huile sur toile.
- Mâcon, musée des Ursulines : 
  - L'École des tambours, 1879, huile sur toile.
  - Portrait de l'abbé Wetterlé, 1915, fusain sur papier bleu[2]
  - Portrait de Jean Aicard, 1893, crayon noir sur papier[3]
- Paris, musée national de la Marine : fonds de tableaux de Léon Couturier célébrant la marine de guerre, dont Le Branle-bas de combat (1886), Les Cols bleus (1910) et Temps bouché (1912).
- Versailles,  musée de l'Histoire de France : L'Escadre française venue de Cherbourg à la rencontre du tsar escorte et salue les yachts impériaux russes, 5 octobre 1896, Salon des artistes français de 1899, huile sur toile.

## Salons
- 1879 : L'École des tambours[4].
- 1883 : Marche forcée dans le Sud Oranais (juin 1881)[5].
- 1886 : Branle-bas de combat à bord de l'Amiral-Duperré[6].
- 1887 : Le Dimanche à bord[7].
- 1895 : Abandonné[8].
- 1899 : L'Escadre française venue de Cherbourg à la rencontre du tsar escorte et salue les yachts impériaux russes, 5 octobre 1896[9].

Œuvres de Léon Couturier
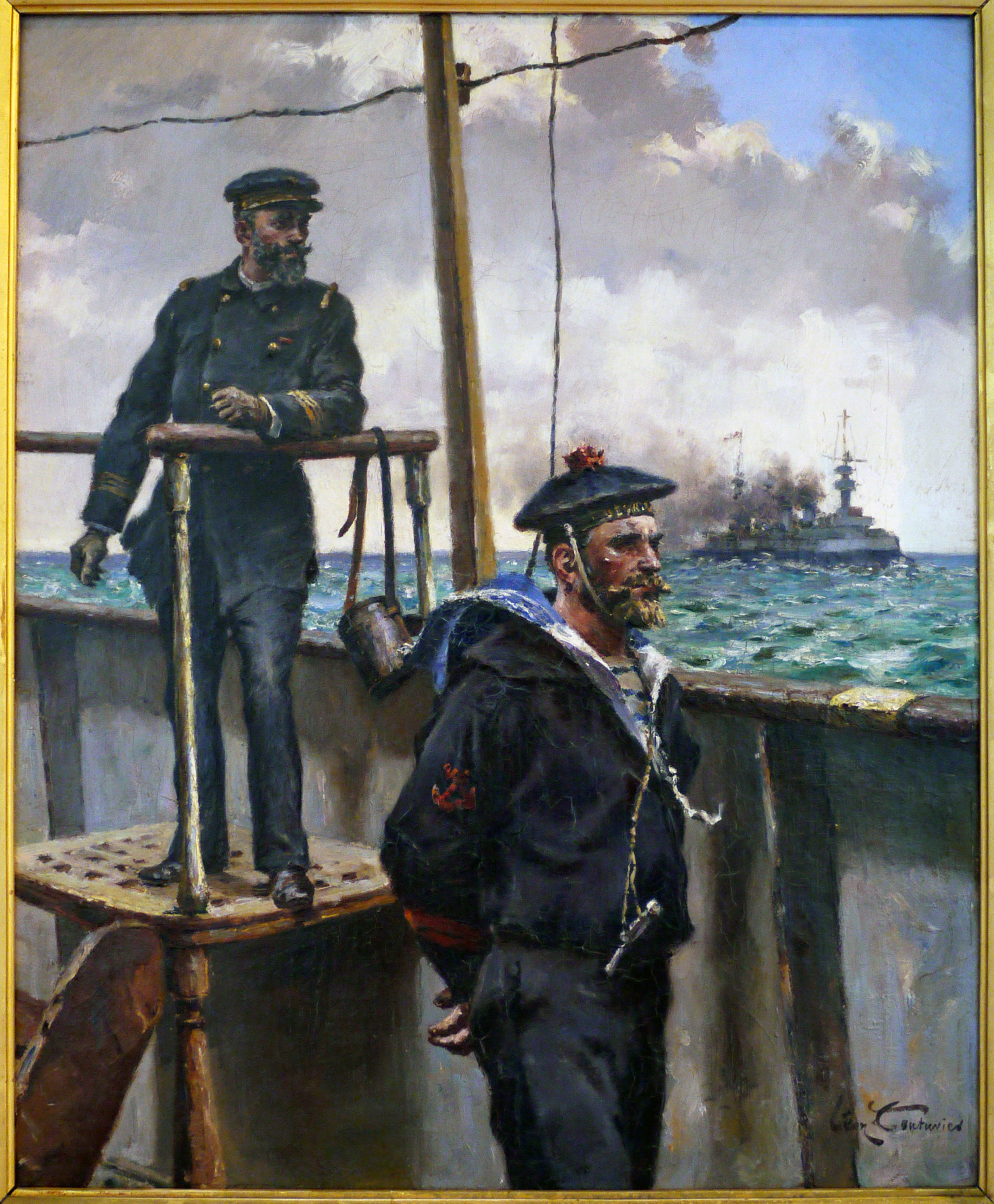
Sur la passerelle, Citadelle de Port-Louis, musée national de la Marine de Port-Louis.
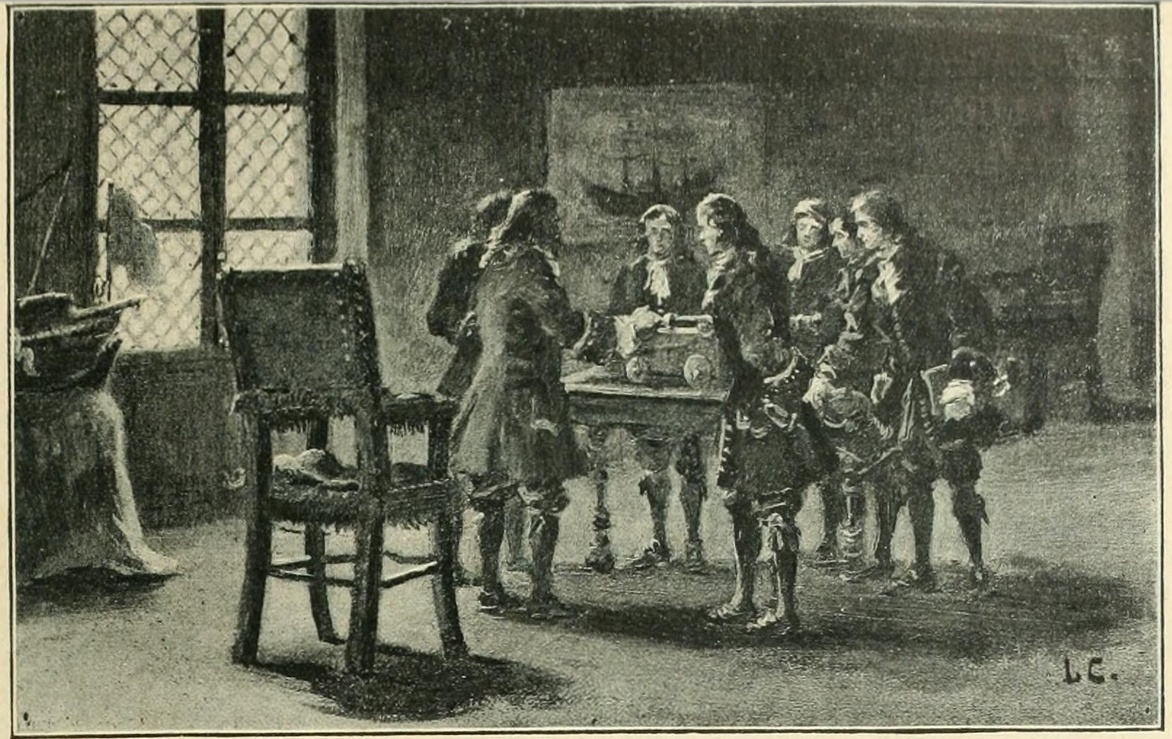
Les Gardes-marine étudiant l'artillerie en salle sous Louis XIV (1893), illustration pour La Marine française de Maurice Loir.
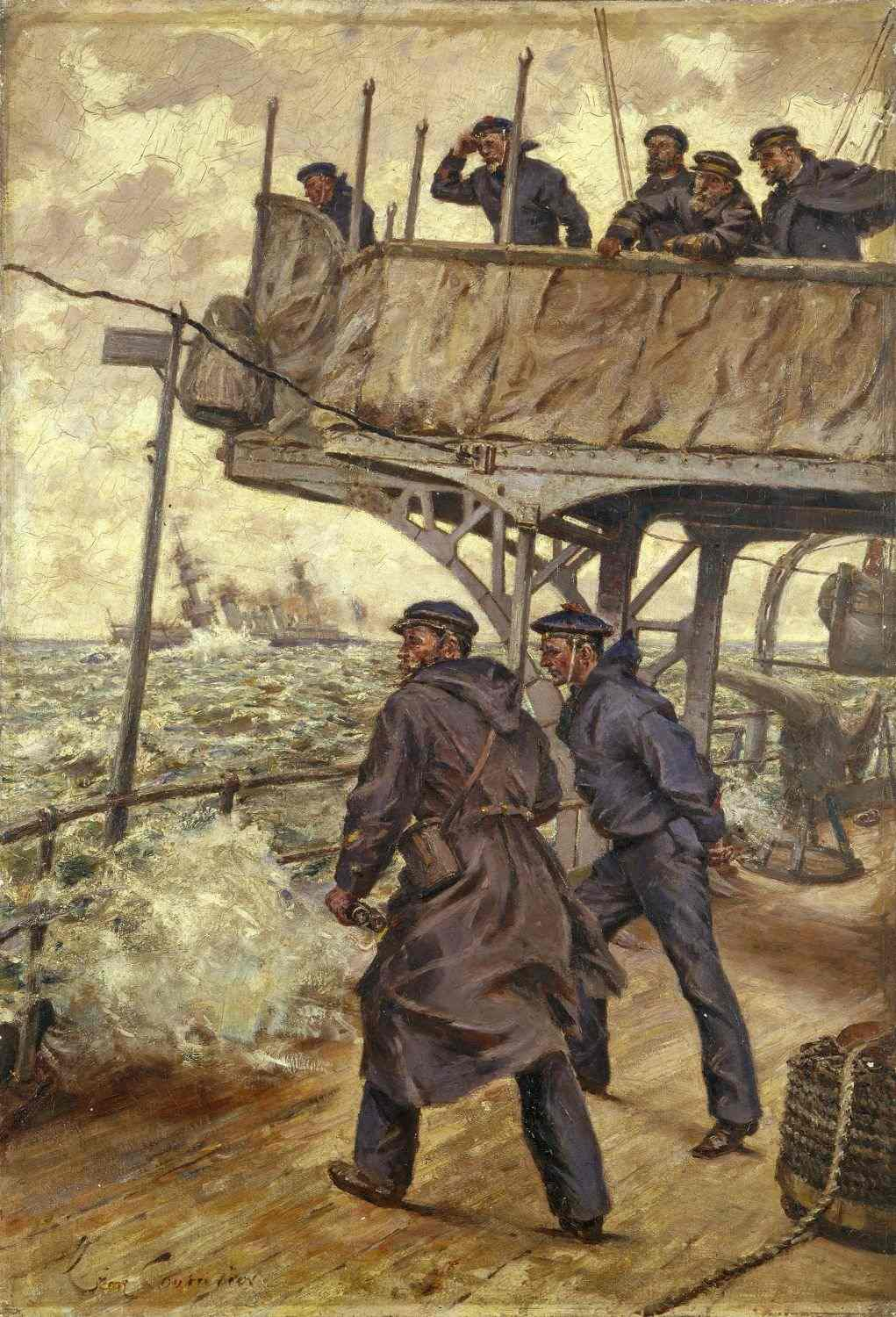
Escadre à la mer (1910), Paris, musée national de la Marine.
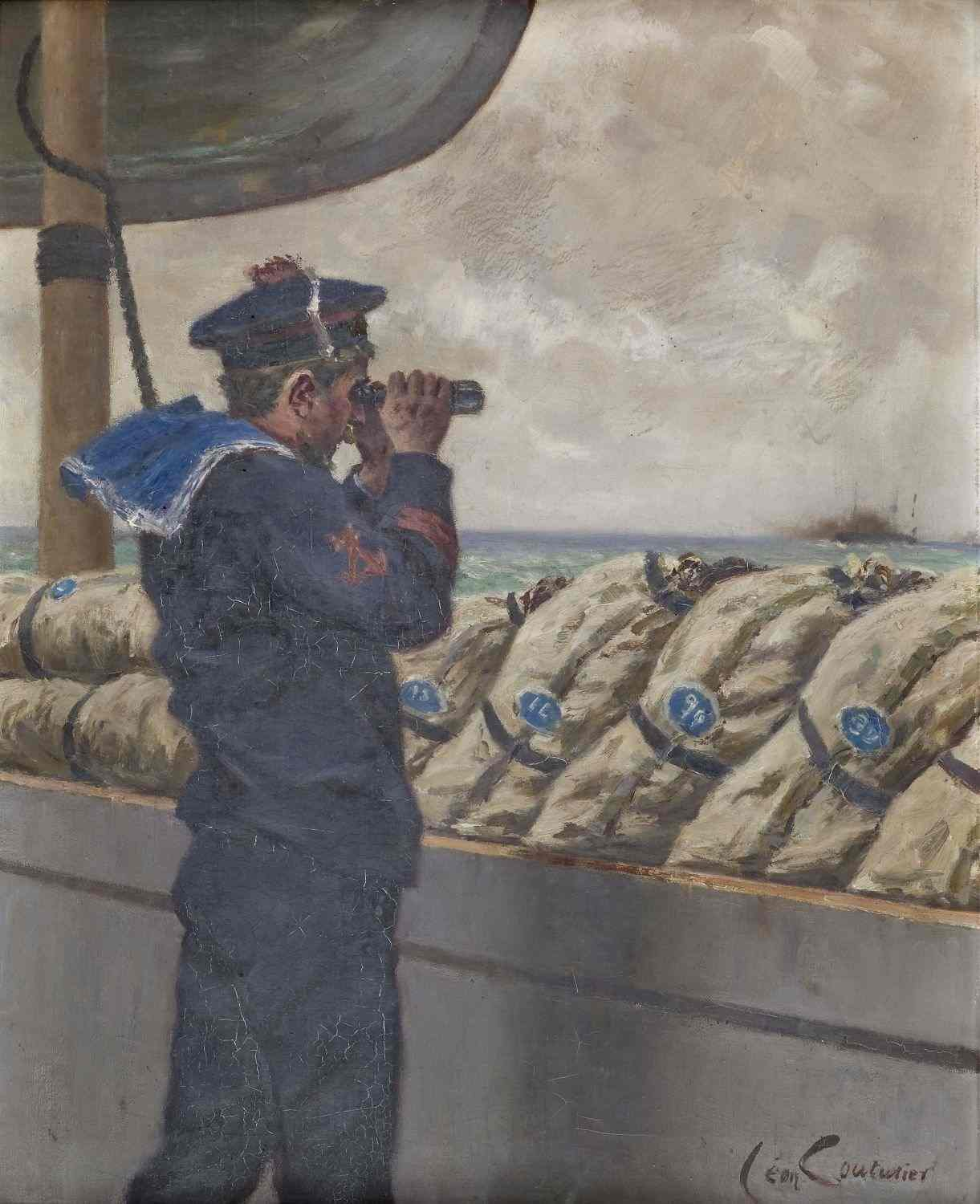
Timonier devant les hamacs au bastingage (1910), Paris, musée national de la Marine.
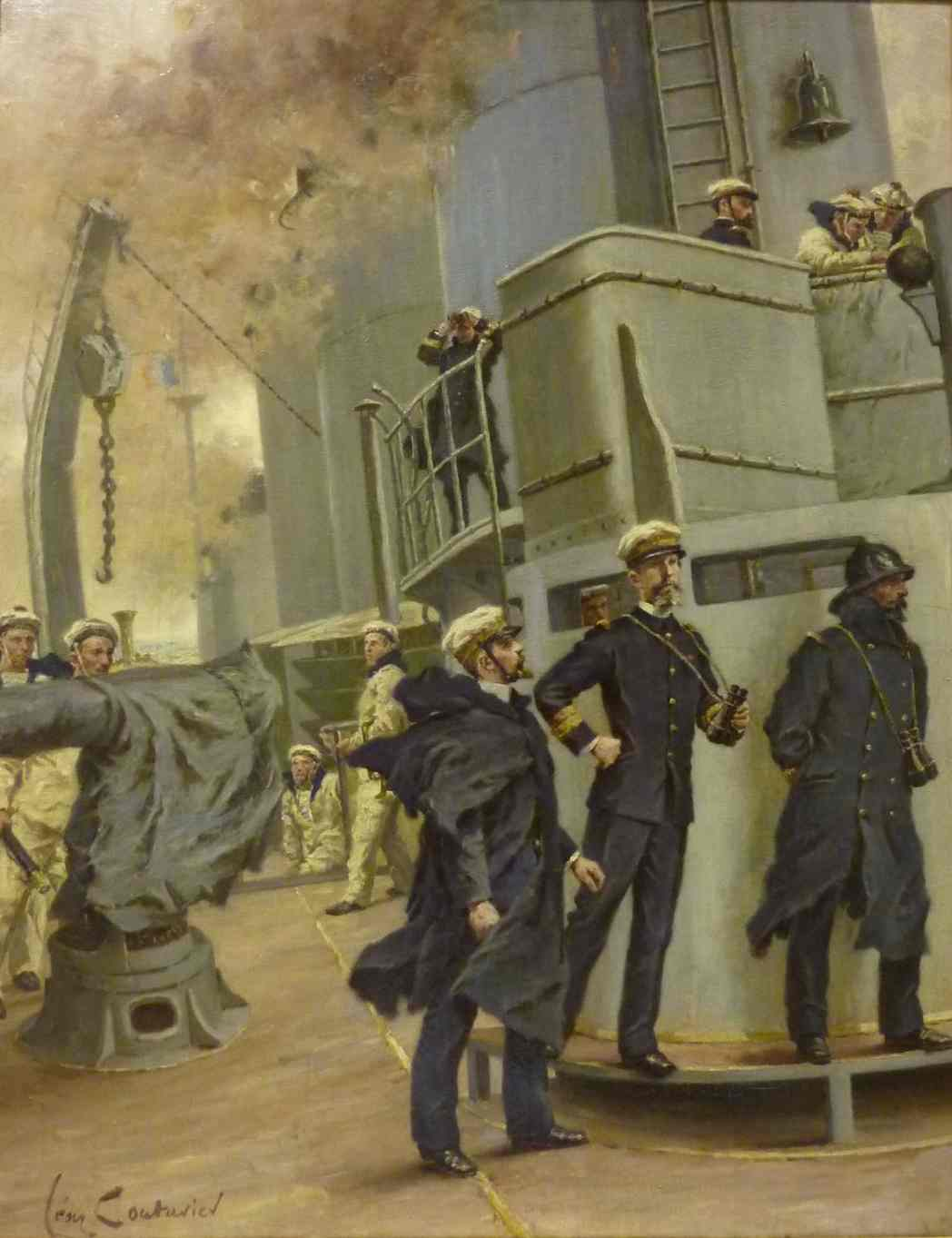
L'Amiral Guépratte à bord de l'“Edgar Quinet” (1914), Paris, musée national de la Marine.
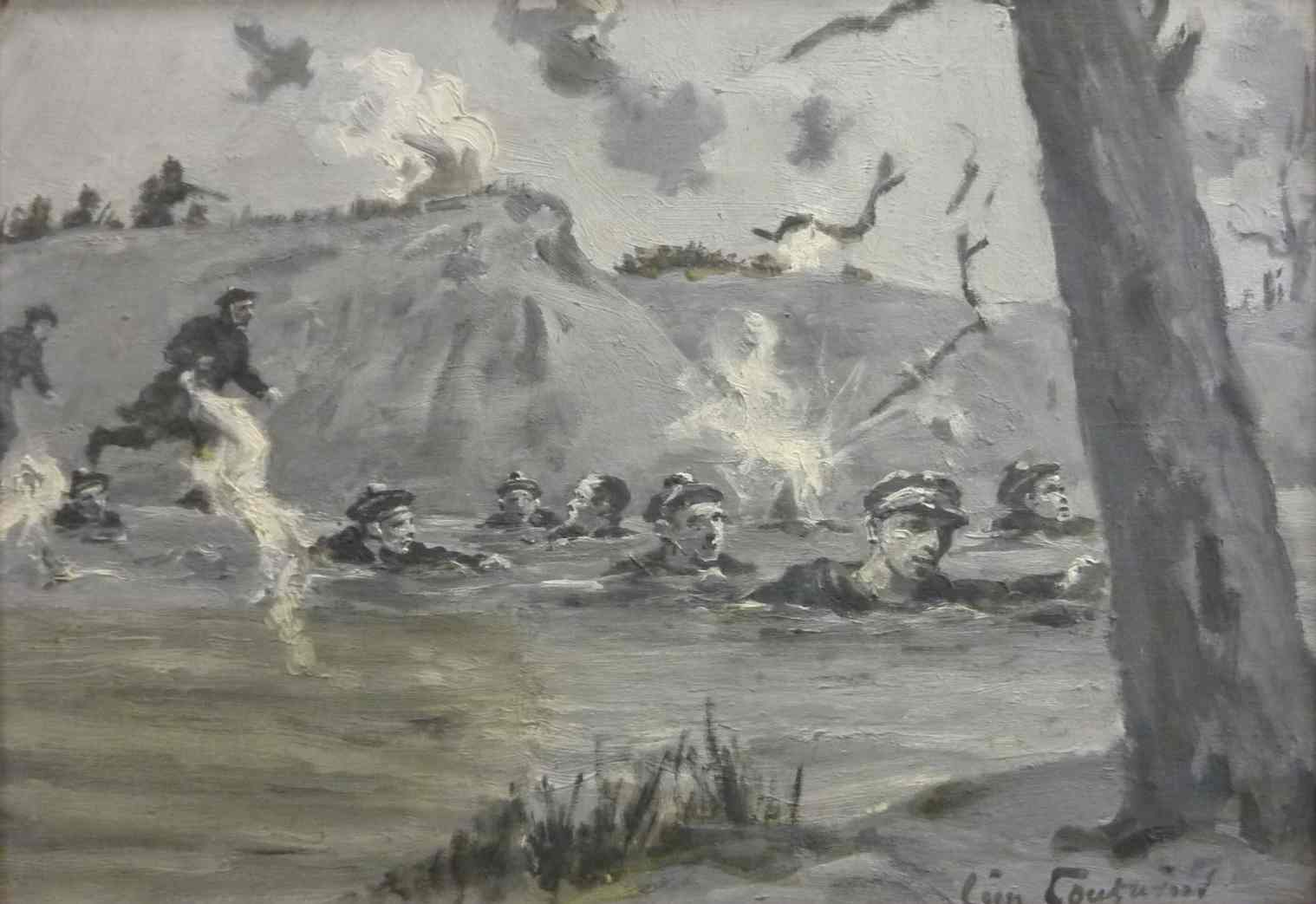
Passage de l'Yser par les fusiliers marins en 1914, Paris, musée national de la Marine.
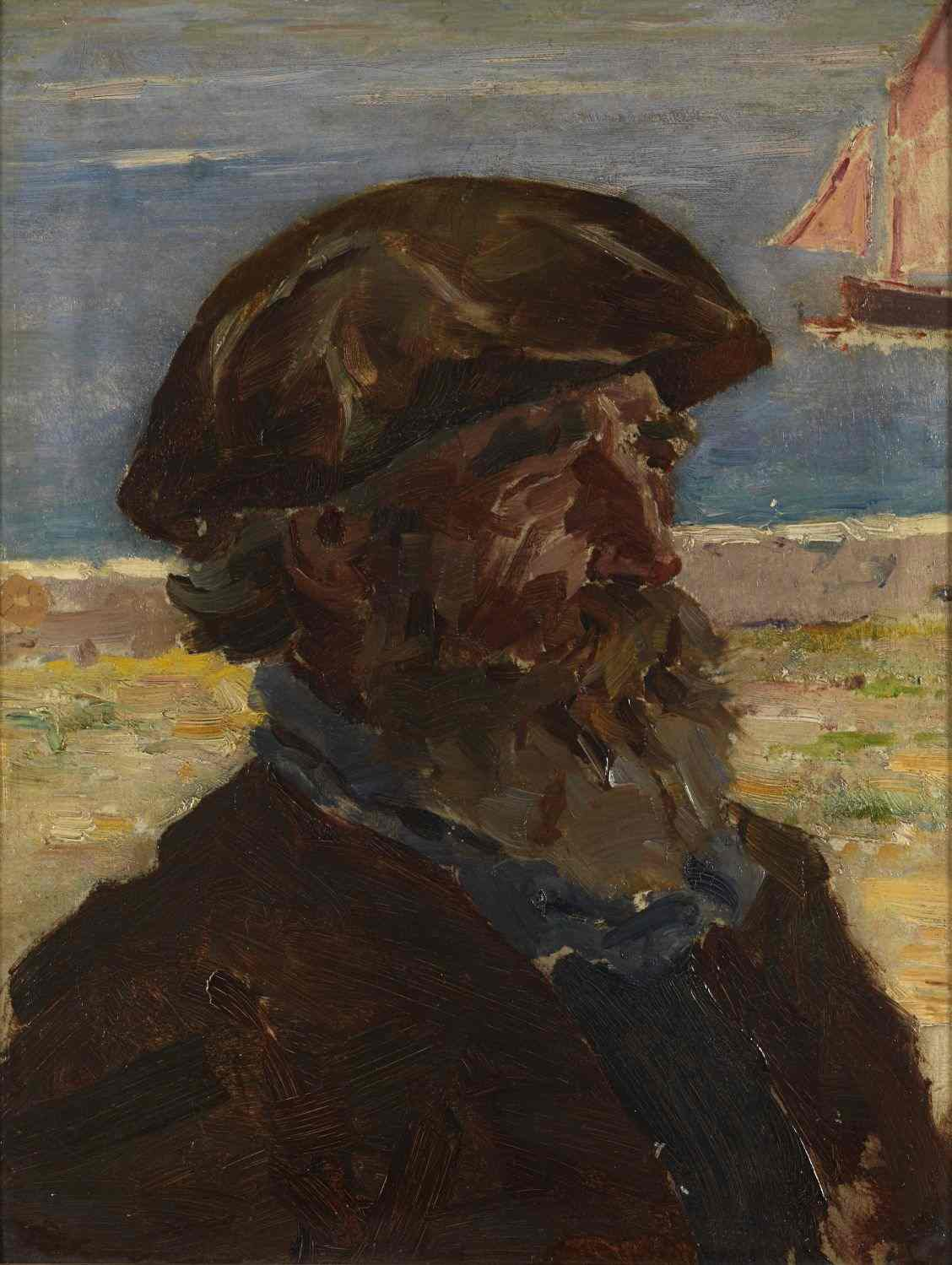
Portrait de marin (1918), Paris, musée national de la Marine.
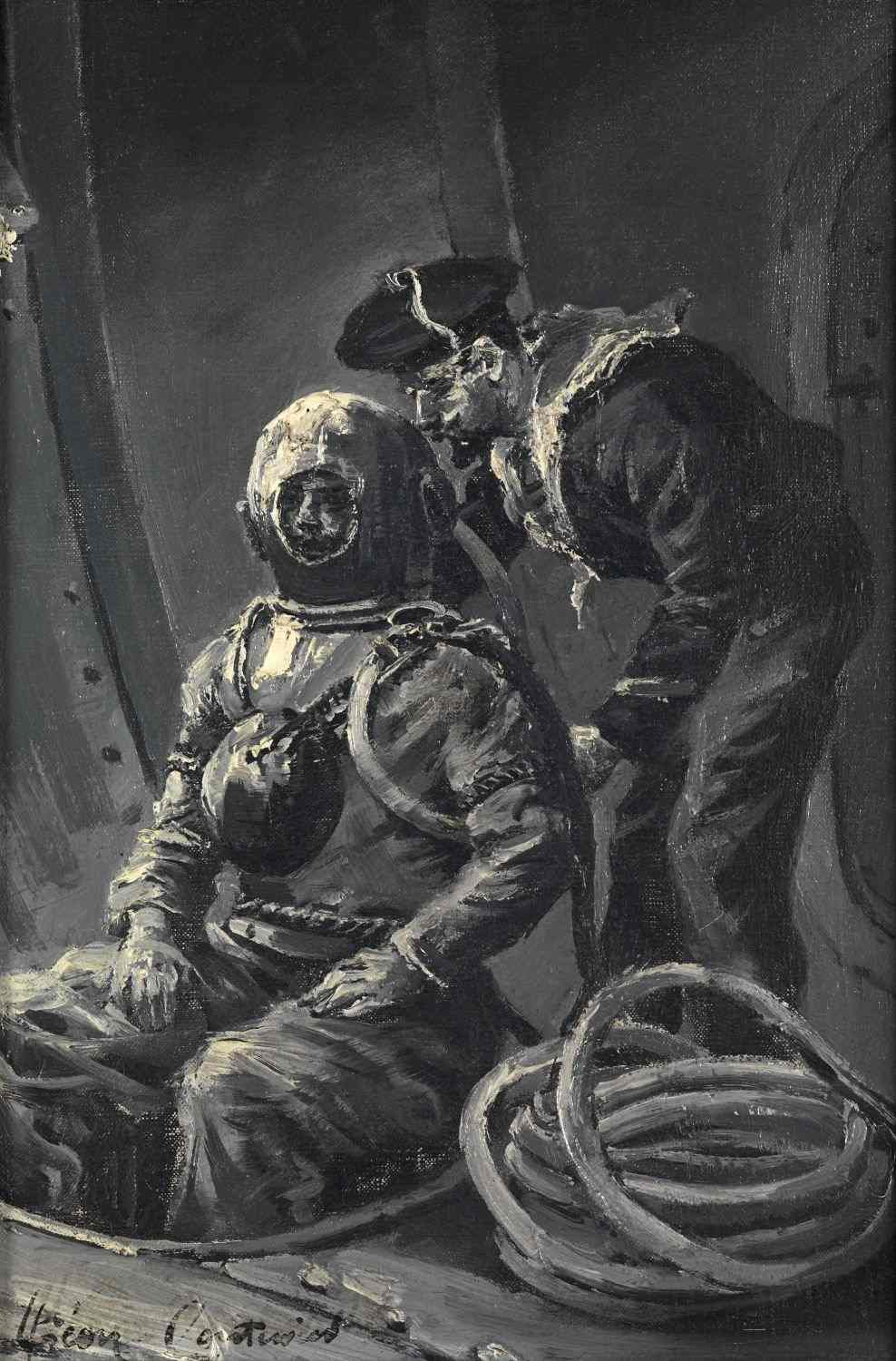
Marin ajustant son scaphandre, Paris, musée national de la Marine.

## Illustrations
- Un Petit soldat de la Grande Armée, Auguste Lepage, éditions Guérin, 1896

### Source
- Dossier de Légion d'honneur de Léon Couturier sur la base Léonore.